# Ügyvitel
Az ügyvitel szervezett rendet jelent a hivatalon vagy cégen belüli ügyintézésben, tehát az ennek működésével, illetve tevékenységével kapcsolatban keletkező ügyeket látja el, egy visszacsatolt ellenőrzéssel szabályozott információs rendszer keretén belül. Az információs folyamatok összessége, az ügyek ellátása során felmerülő tartalmi (érdemi), formai (alaki), kezelési, szóbeli és/vagy írásbeli munkamozzanatok sorozata.
Az ügyvitel magában foglalja:
- az ügyvitelszervezést és
- az ügyiratkezelést.